# Perlis
Perlis è uno stato malese.

## Geografia fisica
Si trova regione nord-occidentale della Penisola Malese e confina con le province thailandesi di Satun e Songkhla sul suo confine settentrionale. Confina con lo stato del Kedah a sud. Il nome formale è Perlis senza Indera Kayangan. Era chiamato Palit (Thai: ปะลิส) dal siamese quando era sotto la loro influenza.

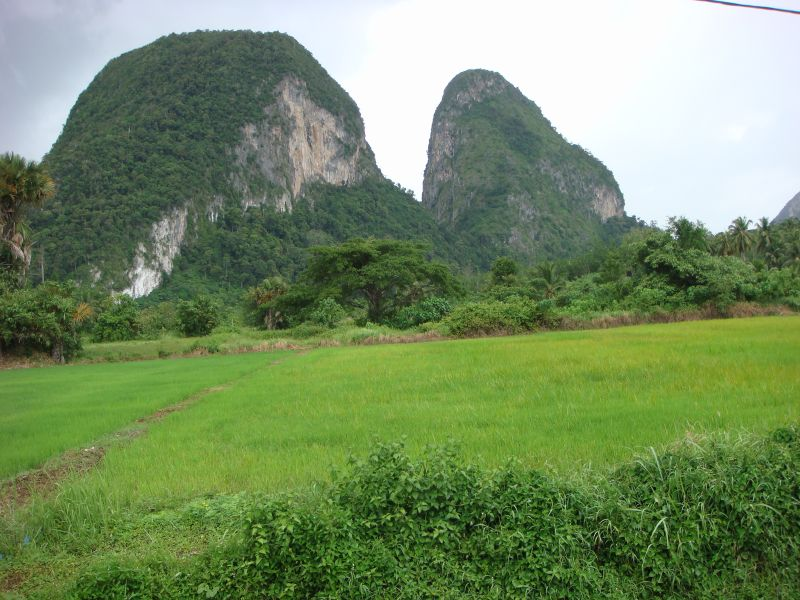
Colline Limestone hills del Perlis

Si estende su una superficie di 810 km², e possiede una popolazione di 227 025 abitanti (nel 2010).
La capitale è Kangar e la capitale Royal è Arau. Un'altra città importante è Padang Besar, al confine Malesia-Thailandia.
Il porto principale e terminal dei traghetti è al piccolo villaggio di Kuala Perlis, con collegamenti con le isole Langkawi.

## Società

### Evoluzione demografica
La composizione etnica per l'anno 2000 in Perlis era: malesi (174.805 - 79.74%), cino-malesi (21.058 - 9,6%), indiani (2.658 - 1,21%) e altri (20.690 - 9,45%).

### Religione
| religione                     | religione                     |  | percentuale | percentuale |
| ----------------------------- | ----------------------------- |  | ----------- | ----------- |
| Islam                         | Islam                         |  | 87,9%       | 87,9%       |
| Buddhismo                     | Buddhismo                     |  | 10,0%       | 10,0%       |
| Induismo                      | Induismo                      |  | 0,8%        | 0,8%        |
| Cristianesimo                 | Cristianesimo                 |  | 0,6%        | 0,6%        |
| Religione tradizionale cinese | Religione tradizionale cinese |  | 0,2%        | 0,2%        |
| Altro                         | Altro                         |  | 0,3%        | 0,3%        |
| Atei                          | Atei                          |  | 0,2%        | 0,2%        |